# Giusi Nicolini
Giuseppina Maria Nicolini, meglio nota come Giusi (Lampedusa e Linosa, 5 marzo 1961), è un'attivista e politica italiana, già sindaco del comune di Lampedusa e Linosa, salita alla ribalta italiana ed internazionale a partire dai primi anni 2000, per gli ingenti flussi migratori.

## Biografia
Nel maggio 2012, Nicolini fu eletta alle elezioni amministrative sindaco del comune di Lampedusa e Linosa. Appena eletta, inviò al governo italiano una lettera urgente sulla questione dei profughi.
Poco dopo il tragico naufragio del 3 ottobre 2013 al largo di Lampedusa con oltre 300 morti, pronunciò un discorso al vertice UE nel 2013 in cui chiedeva una nuova legge europea in materia di asilo e di immigrazione.
Nel 2017 si è ricandidata a sindaco, non venendo però rieletta.

## Premi internazionali
- Sindaco del mese di luglio 2014; premiata dalla Fondazione City Mayors[1].
- Premio della pace di Stoccarda 2015; premiata il 6 dicembre 2015.
- Medaglia Theodor Heuss 2015; assegnato dalla Fondazione Theodor Heuss; premiata il 16 maggio 2015.[2]
- Premio internazionale Simone de Beauvoir per la libertà delle donne 2016. Premiata dalla fondazione Simone de Beauvoir il 14 gennaio 2016[3]
- Premio UNESCO per la pace 2017 (Félix Houphouët-Boigny Prize). Premiata il 27 giugno 2017[4][5]